# Julie Depardieu
Julie Marion Depardieu (* 18. červen 1973 Boulogne-Billancourt) je francouzská herečka. Jejími rodiči jsou herci Élisabeth Depardieu a Gérard Depardieu, starší bratr Guillaume Depardieu zemřel v roce 2008. Vystudovala filosofii na Univerzitě v Nanterre. První film Plukovník Chabert natočila v roce 1994. Za film La petite Lili (2003) byla oceněna Césarem pro nejlepší herečku ve vedlejší roli a Césarem pro nejslibnější herečku. Druhého Césara za vedlejší roli získala v roce 2008 za film Tajemství (2007). Jejím partnerem je zpěvák Philippe Katerine, s nímž má dva syny.